# Gesves
Gesves är en kommun i Belgien.   Den ligger i provinsen Namur och regionen Vallonien, i den centrala delen av landet, 70 km sydost om huvudstaden Bryssel. Antalet invånare är 6 798.
Trakten runt Gesves består till största delen av jordbruksmark. Runt Gesves är det ganska tätbefolkat, med 83 invånare per kvadratkilometer.